# Lilium washingtonianum

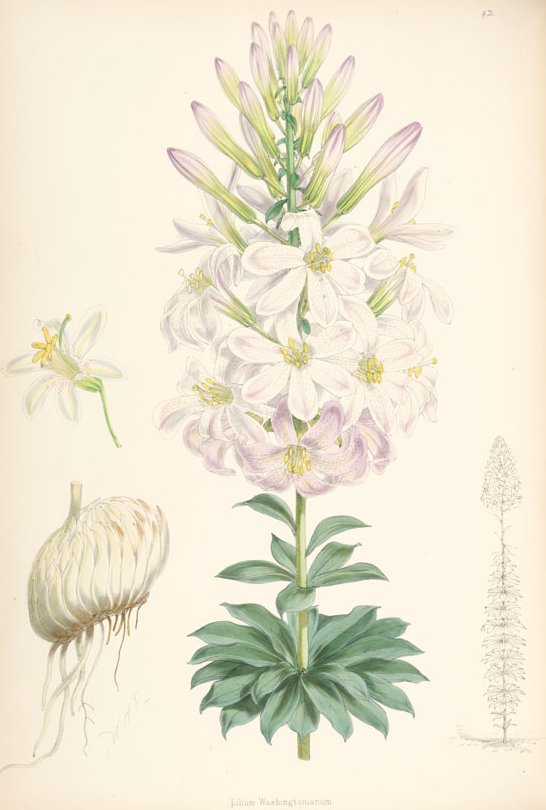
Lilium washingtonianum, Chromolithographie von Walter. H. Fitch (entstanden zwischen 1850 und 1870)

Lilium washingtonianum ist eine Art aus der Gattung der Lilien (Lilium) in der Amerikanischen Sektion.

## Beschreibung
Lilium washingtonianum erreicht eine Wuchshöhe zwischen 100 und 200 cm. Die Zwiebeln sind rundlich und mit weißen Schuppen überzogen. Sie sind unsegmentiert und bilden Rhizome aus, die Zwiebeln sind nach dem Ausgraben sehr empfindlich.
Der Stängel ist von einer wachsartigen, bläulichen Substanz umgeben, die sich leicht abreiben lässt, sie gibt ihm ein winterliches Aussehen, wie nach Frost. Die Blätter sind hellgrün und lanzettförmig, etwa 0,9 bis 4,7 cm breit und 3,7 bis 12,3 cm lang und zu ein bis acht Wirteln aus drei bis sechzehn Blättern angeordnet. Sie haben eine sehr scharfe Spitze und sind von Venen durchzogen.
Die Pflanze blüht von Juni bis Juli mit ein bis zu dreißig stark würzig duftenden Blüten, die sich vor der Abenddämmerung öffnen. Die zwittrigen Blüten sind dreizählig. Die sechs gleichgestalteten Blütenhüllblätter (Tepalen) sind leicht zurückgerollt. Die Farbe der Blüten ist reinweiß mit dunkelpurpurnen Punkten, und dunkelt Alter nach purpurn nach. Jede Blüte enthält drei Fruchtblätter und sechs Staubblätter. Die Antheren und Pollen sind gelb, die Filamente sind grün. Die Samen reifen in länglichen 2,7 cm bis 5,8 cm großen Samenkapseln aus.
Der Samen von Lilium washingtonianum keimt verzögert-hypogäisch.

## Verbreitung
Lilium washingtonianum ist im westlichen Nordamerika heimisch, vor allem in der Sierra Nevada in der Kaskadenkette und um Mount Shasta.
Lilium washingtonianum bevorzugt steile, koniferenreiche Hänge in subalpinen Höhenlagen zwischen 1000 und 2000 m NN.

## Systematik
Neben der Nominatform gibt es die Unterart:
- Lilium washingtonianum ssp. purpurascens: Blüten helllila bis lavendelfarben, die Zwiebel häufig gekerbt oder segmentiert.

## Verwendung
Lilium washingtonianum var. washingtonianum ist wegen der empfindlichen Zwiebeln in Kultur selten, Lilium washingtonianum var. purpurascens dagegen ist häufiger in Kultur zu finden.